# 桔梗目
桔梗目是木蘭綱菊亞綱下的一目。在克朗奎斯特分類法裡，桔梗目包含以下各科：
- 五膜草科－在Watson and Dallwitz （页面存档备份，存于）裡，此科有「五膜草屬」一屬，三十個物種，全生長在南亞。
- 尖瓣花科－1屬
- 桔梗科－28屬
- 花柱草科－在Watson and Dallwitz （页面存档备份，存于）裡，此科有五屬和150個物種。
- 陀螺果科
- 藍針花科－在Watson and Dallwitz （页面存档备份，存于）裡，此科只有「藍針花（Brunonia australis）」一個物種
- 草海桐科 －1屬

桔梗目不被APG II系統所承認，其中的科除了尖瓣花科被歸於茄目外，都被歸入了菊目。